# Pereire (Métro Paris)
Der U-Bahnhof Pereire [peʁɛʁ] ist eine unterirdische Station der Linie 3 der Pariser Métro.

## Lage

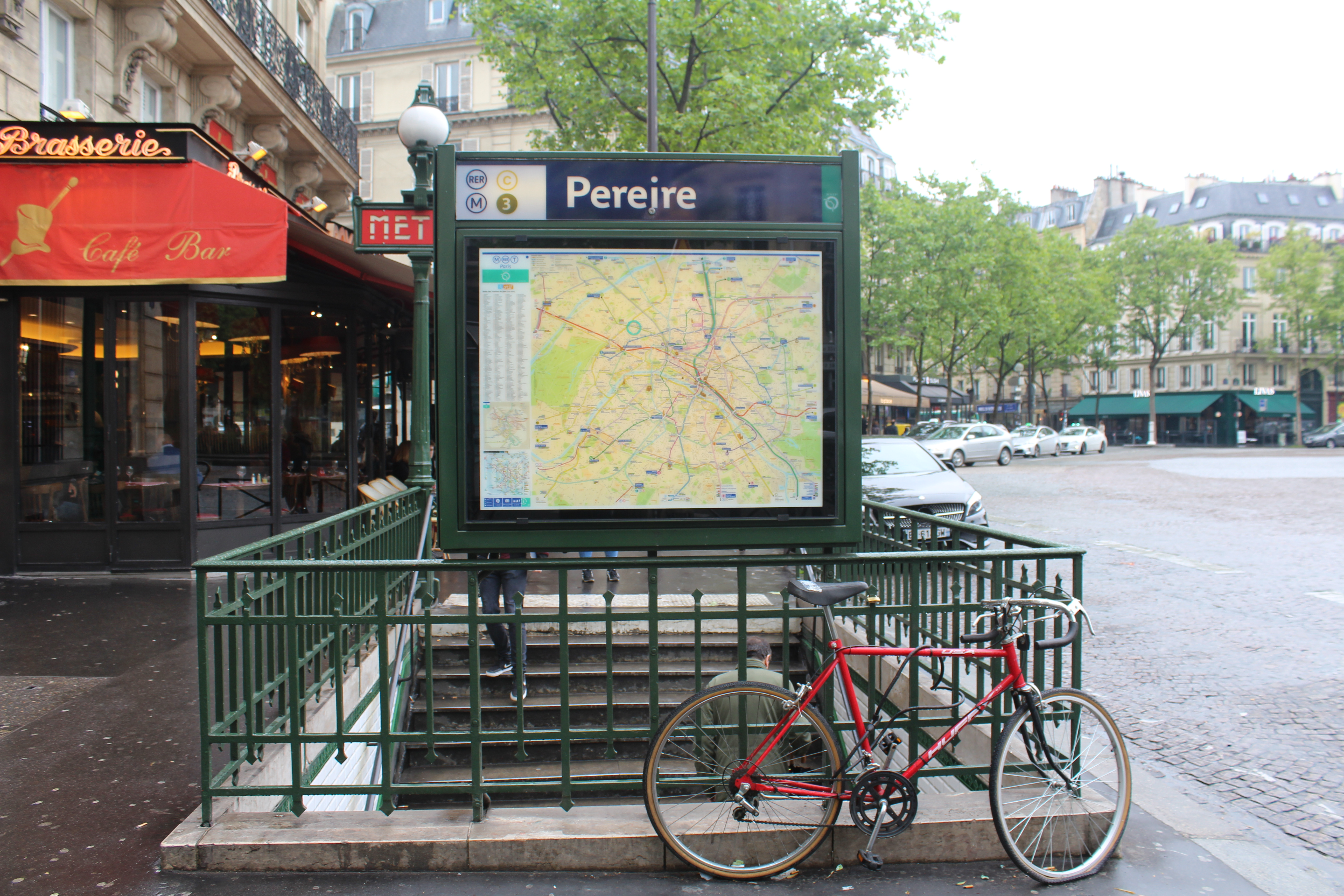
Zugang vor dem Haus Place du Maréchal-Juin 1 mit Art-déco-Kandelaber

Die Station befindet sich im Quartier de la Plaine-de-Monceaux des 17. Arrondissements von Paris. Sie liegt östlich der Place du Maréchal-Juin längs unter der Avenue de Villiers.

## Name
Den Namen gab die Place Pereire an der Kreuzung der Avenue de Villiers mit dem Boulevard Pereire. Die Brüder Émile und Isaac Pereire waren bedeutende Unternehmer in der Zeit des Zweiten Kaiserreichs. Sie gründeten die Bank Société Générale du Crédit Mobilier, waren u. a. aber auch im Eisenbahnbau und beim Seetransport sowie im Versicherungswesen tätig.
1973 wurde die Place Pereire in Place du Maréchal-Juin umbenannt, seitdem trägt die Station den Namenszusatz Maréchal-Juin. Alphonse Juin (1888–1967) wurde 1952 zum Marschall von Frankreich ernannt und erhielt damit die höchste militärische Auszeichnung der französischen Republik. Im Zweiten Weltkrieg war er Chef der an der Seite der Alliierten kämpfenden freifranzösischen Truppen in Nordafrika und des freifranzösischen Expeditionskorps in Italien.

## Geschichte und Beschreibung

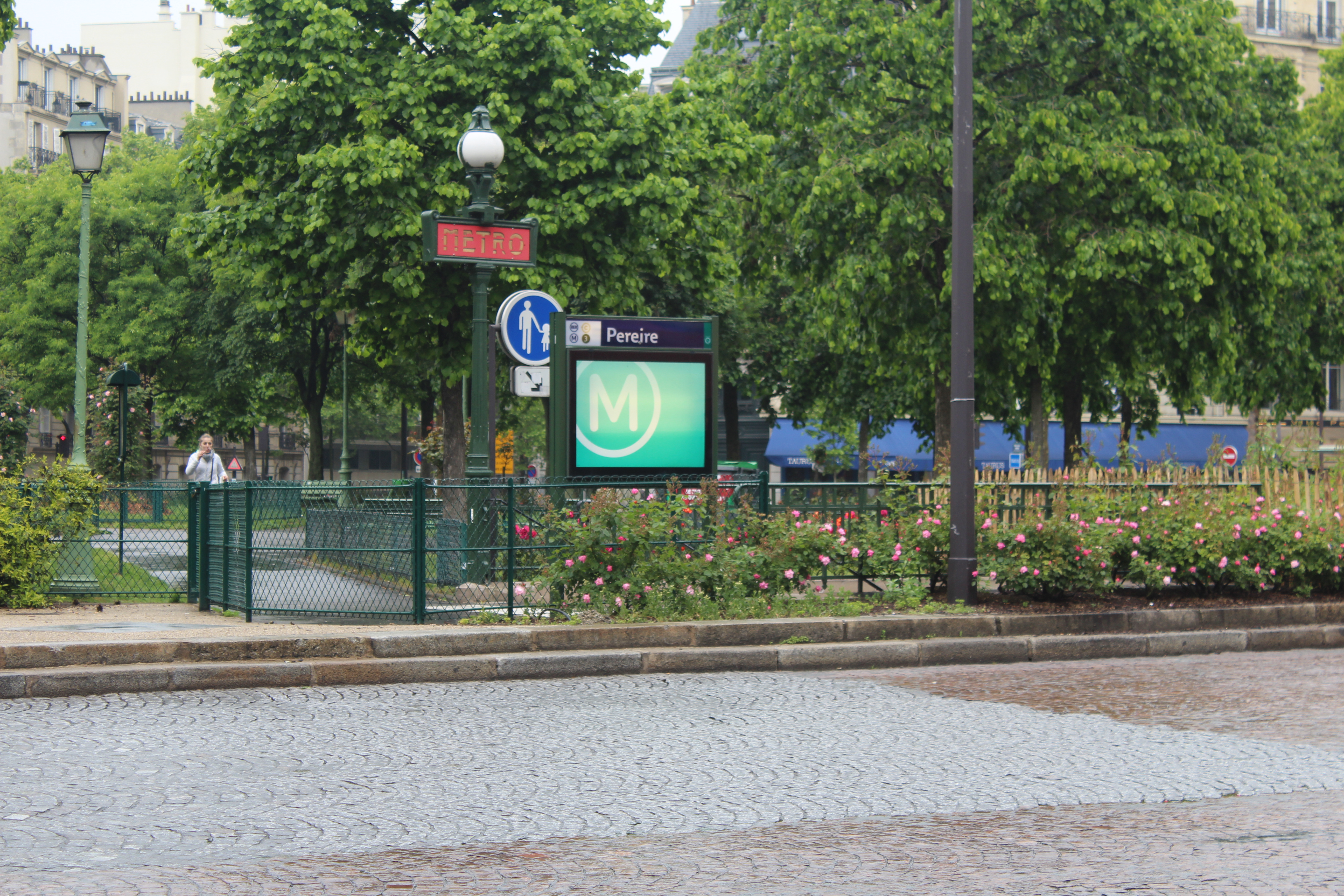
Zugang auf dem Square Albert-Besnard

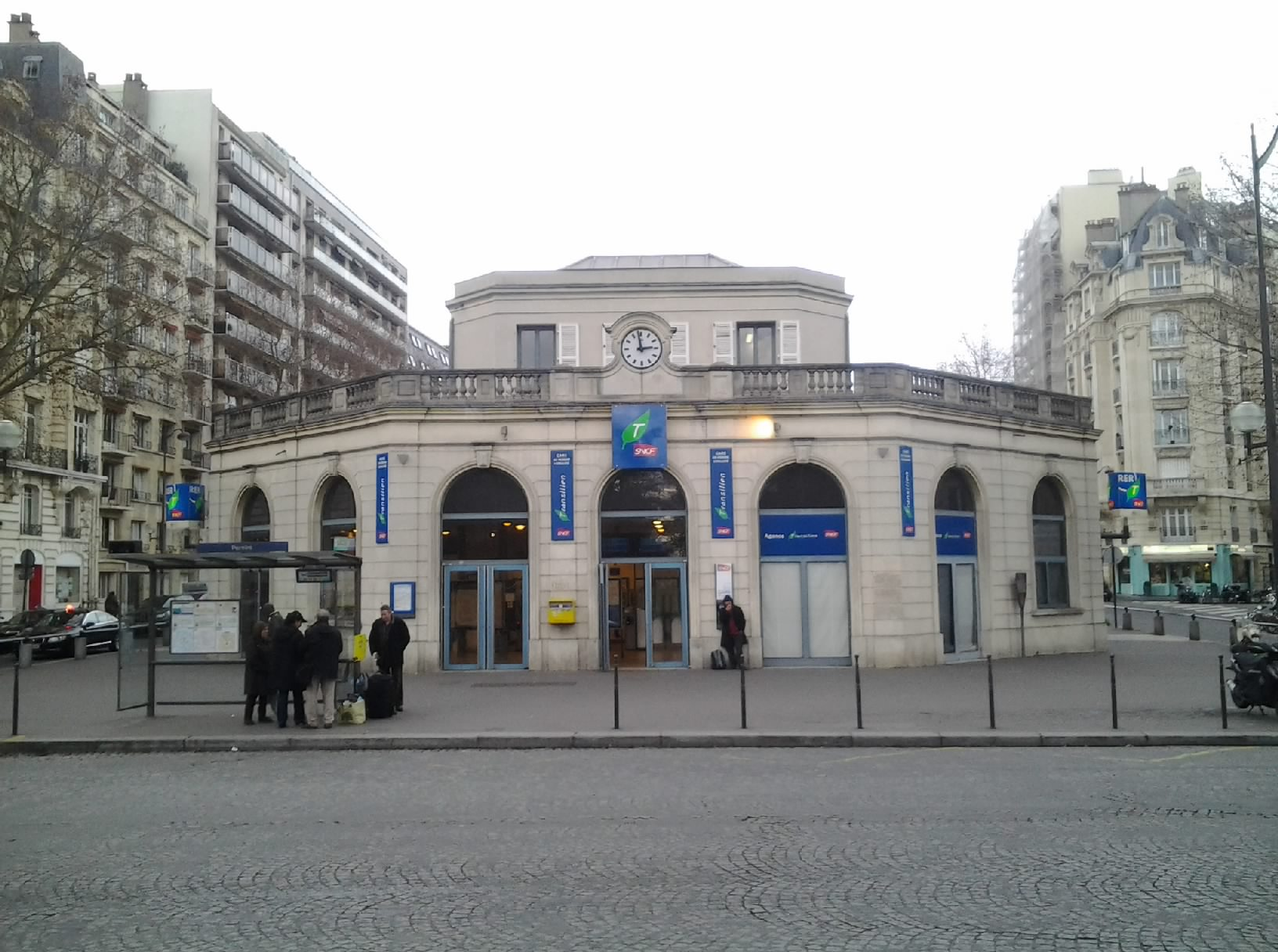
Empfangsgebäude des in unmittelbarer Nähe gelegenen RER-Bahnhofs Pereire - Levallois

Die Station wurde am 23. Mai 1910 von der Compagnie du chemin de fer métropolitain de Paris (CMP) mit der nordwestlichen Erweiterung der Linie 3 in Betrieb genommen. Diese wurde damals von der Station Villiers bis Pereire verlängert. Bis zum 15. Februar 1911 war Pereire vorübergehend westlicher Endpunkt der Linie.
Die Station hat die ursprüngliche Pariser Standardlänge von 75 m. Unter einem elliptischen Deckengewölbe weist sie Seitenbahnsteige an zwei parallelen Streckengleisen auf, die Seitenwände folgen der Krümmung der Ellipse. Die Wände und die Decke sind weiß gefliest.
Östlich der Station wurde ein einfacher Gleiswechsel angelegt. Die zwei Zugänge befinden sich an der Place du Maréchal-Juin, davon einer am Rand der Mittelinsel (Square Albert-Besnard) des kreisrunden Platzes. Beide sind mit von Adolphe Dervaux im Stil des Art déco entworfenen Kandelabern markiert.
Unmittelbar westlich der Station unterquert die Linie 3 die unterirdische Trasse der Eisenbahnstrecke Petite Ceinture, an der am Nordrand des Platzes der Bahnhof Courcelles - Levallois lag. Dieser Bahnhof trägt seit 1988 den Namen Pereire - Levallois und ist ein Haltepunkt der Linie C des Schnellbahnnetzes RER.

## Fahrzeuge
Die Linie 3 wurde von Anfang an mit vierachsigen Fahrzeugen auf Drehgestellen ausgestattet. Sie wurden später durch Sprague-Thomson-Züge ersetzt, die dort bis 1967 verkehrten. In jenem Jahr erhielt die Linie 3 als erste die neue, klassisch auf Stahlschienen laufende Baureihe MF 67. Die zwischen 2005 und 2008 renovierten Züge sind dort im Jahr 2024 nach wie vor im Einsatz.